# JoJo Siwa
JoJo Siwa, właśc. Joelle Joanie Siwa (ur. 19 maja 2003 w Omaha) – amerykańska piosenkarka, tancerka, aktorka i osobowość medialna.

## Życiorys
Urodziła się 19 maja 2003 w Omaha. Jest córką profesjonalnej instruktorki tańca Jessalynn Siwa z Iowy oraz kręgarza polskiego pochodzenia Tom Siwy z Nebraski. Ma starszego brata Jaydena Siwę, który wcześniej  był także vlogerem; obecnie pracuje jako agent nieruchomości.

## Kariera
Siwa rozpoczęła karierę jako finalistka z pierwszej piątki i najmłodsza uczestniczka drugiego sezonu Taniec. Starcie małych gigantów, wyprodukowanego przez Abby Lee Miller z Dance Moms. Wystąpiła w programie wraz z matką i została wyeliminowana w 9. tygodniu. Siwa wkrótce zaczęła pojawiać się w Dance Moms, zaczynając od przesłuchań do zespołu Miller w konkursie tanecznym „ALDC” w 2014 i bycia wybranym do zespołu na początku 2015 roku.
W latach 2015–2016 występowała jako tancerka w dwóch sezonach reality show Dance Moms wraz ze swoją matką Jessalynn Siwą. W 2017 roku Siwa podpisała kontrakt z Nickelodeon i występowała w różnych programach i filmach. W ramach Nickelodeon wydała kilka piosenek dla dzieci i własny film fabularny pt. The J Team w 2021 roku. Teledysk do jej piosenki „Boomerang” wyświetlono ponad 1 miliard razy. Znalazła się na corocznej liście 100 najbardziej wpływowych osób na świecie magazynu Time w 2020 roku.
W maju 2016 Siwa wydała swoje utwory „Boomerang” oraz „I Can Make U Dance”. „Boomerang” porusza temat znęcania się w Internecie. Jego teledysk obejrzano ponad miliard razy i otrzymał ponad 5 milionów polubień. W 2018 roku Siwa została uznana przez Vivid Seats za Przełomowego Artystę Roku.

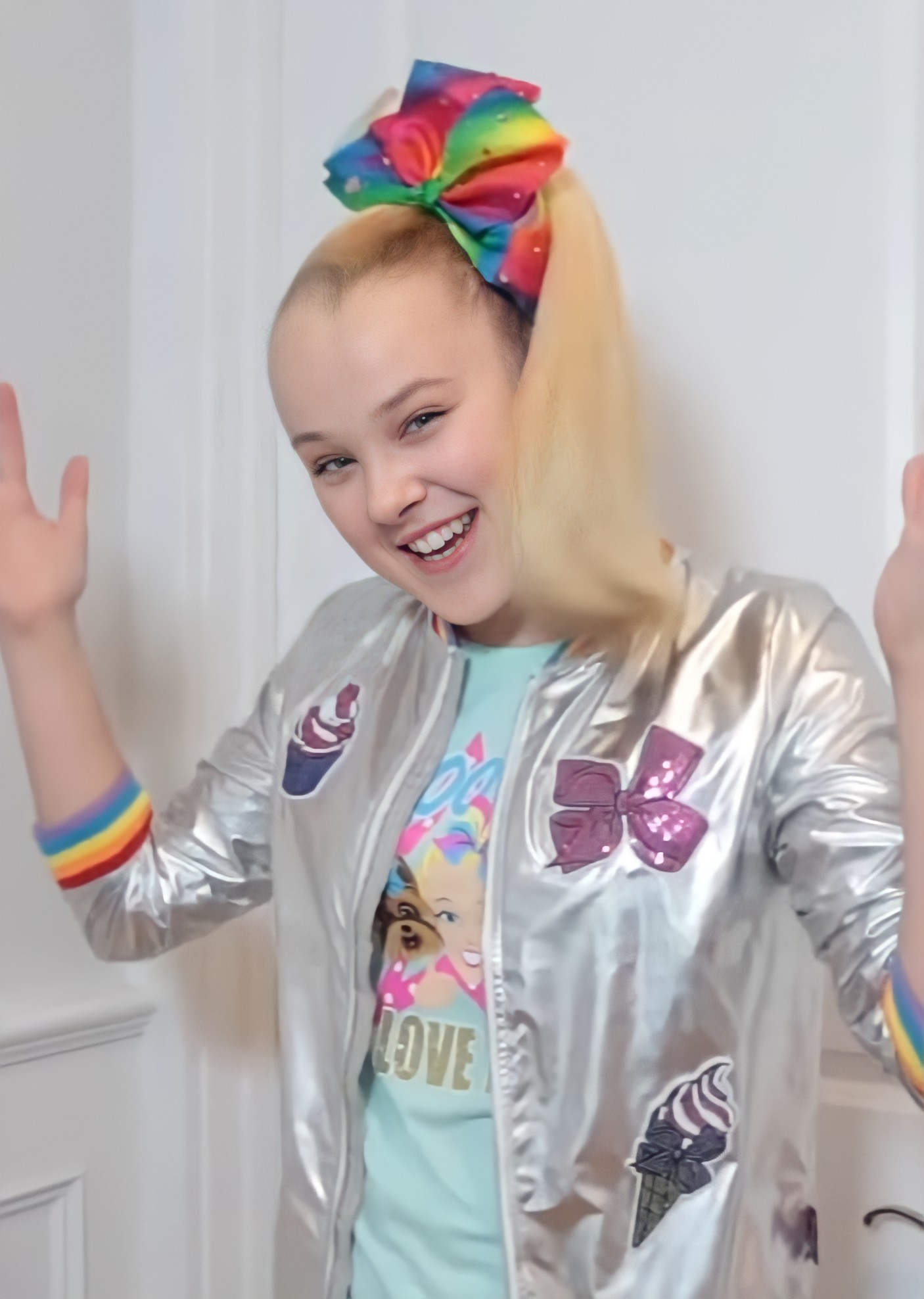
Siwa (2018)

W 2018 roku Siwa ogłosiła, że w 2019 roku wyruszy w swoją pierwszą dużą trasę koncertową zatytułowaną DREAM The Tour. Miała odwiedzić teatry, amfiteatry i stadiony na świeżym powietrzu, a także hale w łącznie 52 miastach w Stanach Zjednoczonych i Kanadzie. Dodatkowo inne występy odbędą się w Wielkiej Brytanii i Australii. Trasa miała rozpocząć się 17 maja w Phoenix w Arizonie. Pierwszy etap trasy miał zakończyć się 26 czerwca w Austin w Teksasie, a następnie wznowić drugi etap 10 lipca w Orlando, na Florydzie. Ostateczny termin zaplanowano na 20 sierpnia w Vancouver w Kanadzie.
We wrześniu 2020 znalazła się na liście 100 najbardziej wpływowych ludzi na świecie stworzonej przez tygodnik Time oraz na liście Queer 50 magazynu Fast Company w 2021.
4 kwietnia 2022 została ogłoszona jurorką siedemnastego sezonu So You Think You Can Dance wraz z Matthew Morrisonem i Stephenem „tWitch” Bossem. 26 stycznia 2024 roku ogłoszono, że powróci jako jurorka w osiemnastym sezonie, zastępując Nigela Lythgoe, który wcześniej zapowiedział wycofanie się z nadchodzącego sezonu.
9 września 2022 została ogłoszona laureatką nagrody Gamechanger od GLSEN za swoje wysiłki na rzecz przeciwdziałania znęcaniu się.
5 kwietnia 2024 roku wydała swój oficjalny debiutancki singiel „Karma”.

## Życie prywatne
W styczniu 2021 ujawniła, że jest lesbijką.

## Dyskografia

### Minialbumy
| Rok  | Dane dot. albumu | Najwyższa pozycja na liście |
| Rok  | Dane dot. albumu | US Kid                      |
| ---- | --- | --------------------------- |
| 2018 | D.R.E.A.M. The Music - Wydany: 16 listopada 2018 - Wytwórnia: Republic Records - Format: digital download, media strumieniowe     | 22                          |
| 2019 | Celebrate - Wydany: 12 kwietnia 2019 - Wytwórnia: Republic Records - Format: digital download, media strumieniowe                 | 12                          |
| 2020 | JoJo's Rockin' Christmas - Wydany: 13 listopada 2019 - Wytwórnia: Republic Records - Format: digital download, media strumieniowe | 17                          |
| 2024 | Guilty Pleasure - Wydany: 12 lipca 2024 - Wytwórnia: Republic Records - Format: digital download, media strumieniowe              | –                           |

### Single
| Rok | Tytuł                       | Najwyższe pozycje na listach | Najwyższe pozycje na listach | Najwyższe pozycje na listach | Najwyższe pozycje na listach | Najwyższe pozycje na listach | Najwyższe pozycje na listach | Album                |
| Rok | Tytuł                       | US Bub.                      | CAN                          | IRE                          | LTU Air.                     | NZ Hot                       | UK                           | Album                |
| --- | --------------------------- | ---------------------------- | ---------------------------- | ---------------------------- | ---------------------------- | ---------------------------- | ---------------------------- | -------------------- |
| 2016 | „Boomerang”                 | –                            | –                            | –                            | X                            | –                            | –                            | –                    |
| 2017 | „Kid in a Candy Store”      | –                            | –                            | –                            | X                            | –                            | –                            | –                    |
| 2017 | „Hold the Drama”            | –                            | –                            | –                            | X                            | –                            | –                            | –                    |
| 2018 | „Every Girl's a Super Girl” | –                            | –                            | –                            | X                            | –                            | –                            | –                    |
| 2018 | „High Top Shoes”            | –                            | –                            | –                            | X                            | –                            | –                            | –                    |
| 2018 | „Only Getting Better”       | –                            | –                            | –                            | X                            | –                            | –                            | D.R.E.A.M. The Music |
| 2019 | „Bop!”                      | –                            | –                            | –                            | X                            | –                            | –                            | Celebrate            |
| 2020 | „Nonstop”                   | –                            | –                            | –                            | X                            | –                            | –                            | –                    |
| 2024 | „Karma”                     | 22                           | 100                          | 93                           | –                            | 24                           | 76                           | Guilty Pleasure      |
| 2024 | „Guilty Pleasure”           | –                            | –                            | –                            | –                            | –                            | –                            | Guilty Pleasure      |
| 2024 | „Iced Coffee”               | –                            | –                            | –                            | 70                           | –                            | –                            | –                    |
| 2025 | „Choose Ur Fighter”         | –                            | –                            | –                            | –                            | –                            | –                            | Guilty Pleasure      |
| 2025 | „Bulletproof”               | –                            | –                            | –                            | –                            | –                            | –                            | –                    |
| „–” oznacza, że singel nie był notowany na danej liście. „X” oznacza, że lista nie istniała w danym okresie. |                             |                              |                              |                              |                              |                              |                              |                      |